# غزو تشيلي

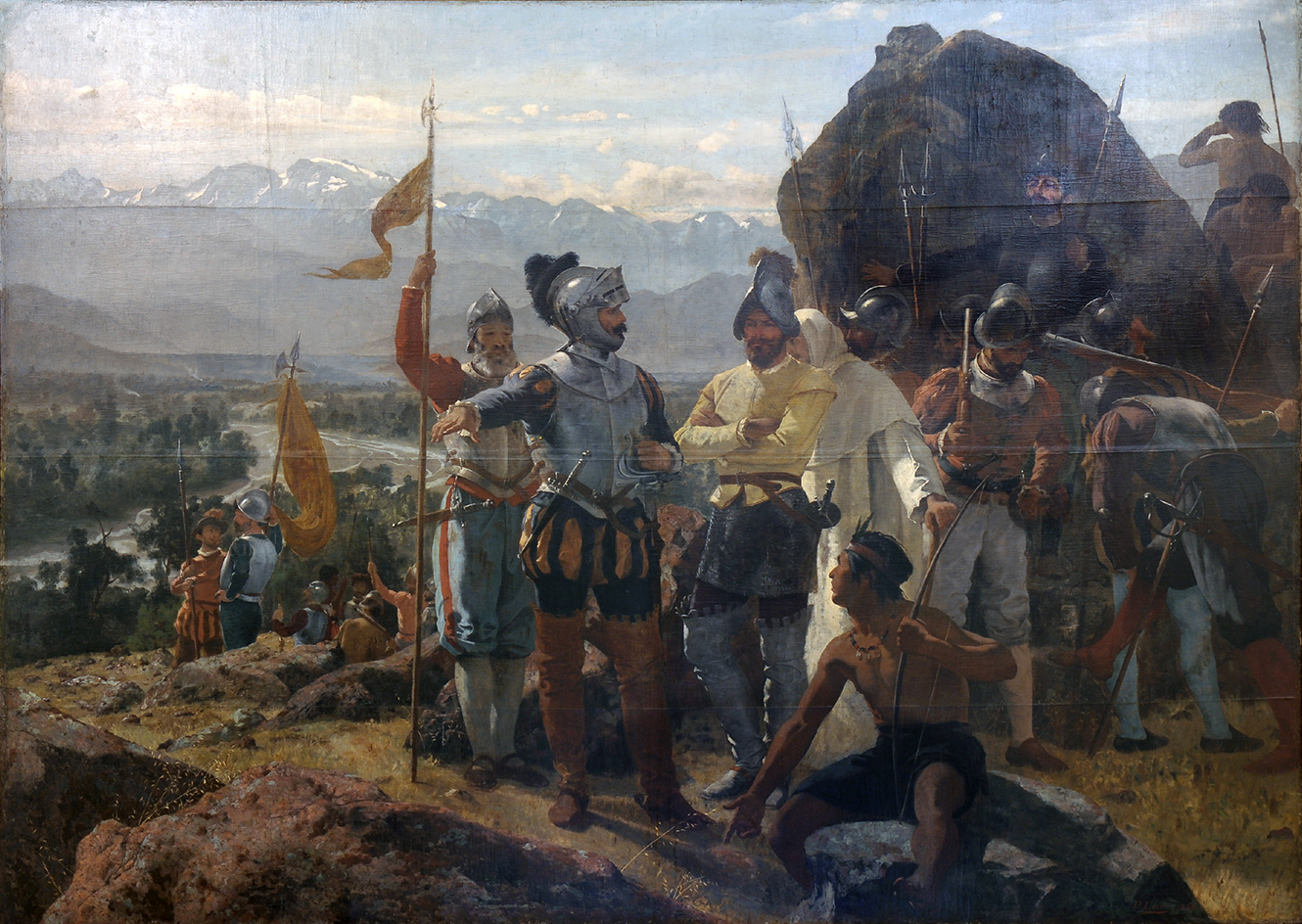
الغزو الاسباني لتشيلي

غزو تشيلي هي فترة في التاريخ التشيلي تبدأ بوصول بيدرو دي فالديفيا إلى تشيلي عام 1541 وتنتهي بوفاة مارتين غارسيا أونيز دي لويولا في معركة كورالابا عام 1598، وتدمير المدن السبع في 1598-1604 في منطقة أراوكانيا.
كانت هذه فترة الغزو الإسباني للأراضي، وتأسيس المدن، وإنشاء النقيب العام لشيلي، والهزائم التي أنهت توسعها الاستعماري جنوبًا. استمرت حرب أراوكو، ولم يتمكن الإسبان أبدًا من استعادة سيطرتهم القصيرة في أراوكانيا جنوب نهر بيو بيو.

## الخلفية

### تشيلي وقت وصول إسبانيا
عندما جاء الإسبان لأول مرة إلى وسط تشيلي، كانت المنطقة تحت حكم الإنكا لمدة أقل من 60 عامًا. افترض المؤرخ أوزفالدو سيلفا أن آخر اندفاع للإنكا نحو الجنوب كان في أواخر ثلاثينيات القرن الخامس عشر. كانت المستوطنات الرئيسية لإمبراطورية الإنكا في تشيلي تقع على طول نهر أكونكاجوا ونهر مابوتشو ونهر مايبو. من المحتمل أن تكون كويلوتا في وادي أكونكاجوا هي مستوطنتهم الأولى. كما يبدو أن هذا هو الحال في الحدود الأخرى لإمبراطورية الإنكا، كانت الحدود الجنوبية تتكون من عدة مناطق: أولاً، منطقة داخلية مدمجة بالكامل مع ميتيمايس محمية بخط بوكاراس (حصون) ثم منطقة خارجية بها  بوكارا الإنكا منتشرة بين القبائل المتحالفة.
ومع ذلك، كان أكبر عدد من السكان الأصليين هم المابوتشيون الذين يعيشون جنوب حدود الإنكا في المنطقة الممتدة من نهر إيتاتا إلى تشيلوي. قدر المؤرخ خوسيه بينجوا عدد سكان مابوتشي بين نهر إيتاتا وريلونكافي بنحو 705.000-900.000 في منتصف القرن السادس عشر. عاش المابوتشيون في قرى صغيرة متناثرة، خاصة على طول الأنهار الكبرى في جنوب تشيلي. تقع جميع المراكز السكانية الرئيسية عند التقاء الأنهار. فضل المابوتشيون بناء منازلهم على التلال أو التلال المعزولة بدلاً من السهول والمدرجات. يمثل هذا الشعب ثقافة غير منقطعة يعود تاريخها إلى 600 إلى 500 قبل الميلاد. ومع ذلك، فقد تأثرت القبائل على مدى قرون بثقافات الأنديز الوسطى مثل تيواناكو. منحهم الاتصال مع غزاة الإنكا، وعيًا جماعيًا يميز بينهم وبين الغزاة ويوحدهم في وحدات على الرغم من الافتقار إلى تنظيم الدولة.
كان لإقليم مابوتشي نظام طرق فعال قبل وصول الأسبان كما يتضح من التقدم السريع للغزاة الأسبان.

### أول الأسبان في تشيلي
كان أول الرعايا الإسبان الذين دخلوا هم أعضاء بعثة ماجلان الاستكشافية التي اكتشفت مضيق ماجلان قبل إكمال أول رحلة حول العالم. غادر جونزالو كالفو دي باريينتوس بيرو إلى تشيلي بعد مشاجرة مع الأخوين بيزارو. اتهم الأخوان بيزارو كالفو دي باريينتوس بالسرقة. انضم أنطون سيرادا إلى كالفو دي باريينتوس في منفاه. غامر دييغو دي ألماغرو بدخول بوليفيا الحالية والشمال الغربي الأرجنتيني في عام 1535. ومن هناك عبر إلى تشيلي عند خطوط عرض كوبيابو. كانت رحلة فاشلة لأنه لم يجد الثروات التي توقعها. أعطت رحلة ألماغرو الفاشلة أراضي تشيلي سمعة سيئة بين الإسبان في بيرو.

### الحاكم
رفض بيدرو دي فالديفيا المنصب والألقاب المستحقة له عندما كان بيزارو على قيد الحياة، حيث كان يمكن اعتباره عملاً من أعمال الخيانة لكنه قبل الألقاب بعد وفاة فرانسيسكو بيزارو. تعيّن بيدرو دي فالديفيا حاكمًا وكابتنًا عامًا للنقيب العام لشيلي في 11 يونيو 1541. وكان أول حاكم لتشيلي.
لفترة طويلة كان فالديفيا منشغلاً بشأن الغزاة الإسبان الآخرين الذين عارضوه فيما اعتبره مجالاته. طالما لم يكن لديه مهمة ملكية. كان مضيق ماجلان مهمًا في تصميم فالديفيا لغزو تشيلي، حيث يُنظر إليه على أنه جزء من بلده التشيلي وإن لم يصل إلى أقصى الجنوب.

## أنظر أيضا
- الاستعمار الإسباني للأمريكيتين
- الغزو الإسباني لإمبراطورية إنكا
- النيابة الملكية على بيرو